# Querrien
 Querrien  (en bretón Kerien) es una población y comuna francesa, situada en la región de Bretaña, departamento de Finisterre, en el distrito de Quimper y cantón de Scaër.

## Demografía
| 2372 | 2118 | 1858 | 1759 | 1650 | 1596 |
| Para los censos de 1962 a 1999 la población legal corresponde a la población sin duplicidades (Fuente: INSEE [Consultar]) |      |      |      |      |      |